# ささやかな欲望 (アルバム)
『ささやかな欲望』（ささやかなよくぼう）は、山口百恵の7枚目のスタジオ・アルバム。1975年12月5日にCBSソニーよりリリースされた。

## 概要
帯コピー：青春の扉をつきぬける 話題のオリジナル・アルバム。
これまでの作品に関わった作家陣に加え、三木たかし、萩田光雄といったその後の百恵の楽曲制作で重要な役割を果たすこととなる作家が新たに参加している。
LPには特典としてカラー写真集8ページが添付された。
シングル「夏ひらく青春／愛がひとつあれば」「ささやかな欲望／ありがとう あなた」が収録されている。B面6曲目「空はこんなに青い」はコンサートでもよく歌われた。
カセットテープ（8トラック/カセット）は、『ささやかな欲望／白い約束』というタイトルで2週間後の1975年12月21日に発売された。LP収録曲から「ありがとう あなた」が外され、代わりに「白い約束」が収録されている。
2003年6月4日に発売された、全オリジナルアルバム22枚を復刻したCD-BOX『MOMOE PREMIUM』にはリマスタリング音源で収録されている（2007年9月30日には更なるマスターサウンド仕様が施された『Complete MOMOE PREMIUM』が発売された）。

## 収録曲
全作詞: 千家和也、全作曲: 都倉俊一 (注記を除く)。
| #  | タイトル                          | 作詞 | 作曲・編曲 | 編曲         | 時間 |
| -- | --------------------------------- | ---- | ---------- | ------------ | ---- |
| 1. | 「ささやかな欲望」                |      |            | 馬飼野康二   | 3:16 |
| 2. | 「昨日までの顔」(作曲:三木たかし) |      |            | あかのたちお | 3:02 |
| 3. | 「野薔薇」                        |      |            | 都倉俊一     | 3:34 |
| 4. | 「愛がひとつあれば」              |      |            | 馬飼野康二   | 3:08 |
| 5. | 「ありがとう あなた」             |      |            | 馬飼野康二   | 3:34 |
| 6. | 「感傷旅行」                      |      |            | 竜崎孝路     | 3:08 |

| #  | タイトル                              | 作詞 | 作曲・編曲 | 編曲       | 時間 |
| -- | ------------------------------------- | ---- | ---------- | ---------- | ---- |
| 1. | 「夏ひらく青春」                      |      |            | 穂口雄右   | 3:06 |
| 2. | 「感じる季節」                        |      |            | 穂口雄右   | 3:34 |
| 3. | 「燃える海」                          |      |            | 馬飼野康二 | 3:12 |
| 4. | 「少女の誇り」                        |      |            | 馬飼野康二 | 2:58 |
| 5. | 「あなたが死んだら」                  |      |            | 馬飼野康二 | 3:06 |
| 6. | 「空はこんなに青い」(作曲:三木たかし) |      |            | 萩田光雄   | 3:20 |

| #  | タイトル                      | 作詞 | 作曲・編曲 | 編曲     |
| -- | ----------------------------- | ---- | ---------- | -------- |
| 1. | 「白い約束」(作曲:三木たかし) |      |            | 萩田光雄 |
| 2. | 「ささやかな欲望」            |      |            |          |
| 3. | 「昨日までの顔」              |      |            |          |
| 4. | 「野薔薇」                    |      |            |          |
| 5. | 「愛がひとつあれば」          |      |            |          |
| 6. | 「感傷旅行」                  |      |            |          |

| #  | タイトル             | 作詞 | 作曲・編曲 |
| -- | -------------------- | ---- | ---------- |
| 1. | 「夏ひらく青春」     |      |            |
| 2. | 「感じる季節」       |      |            |
| 3. | 「燃える海」         |      |            |
| 4. | 「少女の誇り」       |      |            |
| 5. | 「あなたが死んだら」 |      |            |
| 6. | 「空はこんなに青い」 |      |            |

## 関連作品
- MOMOE PREMIUM
- 山口百恵 22 Original Albums Collection
- Complete MOMOE PREMIUM

## 参考資料
- 川瀬泰雄『プレイバック 制作ディレクター回想記』学研マーケティング、2011年2月。ISBN 978-4054047259。